# Dolichopus nigricoxa
Dolichopus nigricoxa är en tvåvingeart som beskrevs av Van Duzee 1926. Dolichopus nigricoxa ingår i släktet Dolichopus och familjen styltflugor. Inga underarter finns listade i Catalogue of Life.